# Sparganium subglobosum
Sparganium subglobosum är en kaveldunsväxtart som beskrevs av Thomas Morong. Sparganium subglobosum ingår i släktet igelknoppar, och familjen kaveldunsväxter. Inga underarter finns listade i Catalogue of Life.